# یانه هولمن
یانه هولمن (انگلیسی: Janne Holmén؛ زادهٔ ۲۶ سپتامبر ۱۹۷۷) دونده ماراتن اهل فنلاند بود.
وی در مسابقات کشوری و بین‌المللی در مجموع برندهٔ ۱ مدال طلا شده‌است.